# Andrej Trobentar
Andrej Trobentar, slovenski slikar, glasbenik, pesnik in pedagog, * 22. november 1951, Šent Jurij
Trobentar je ustanovitelj in vokalist glasbene skupine Na lepem prijazni (NLP), ki je začela z delovanjem leta 1978. Je tudi avtor besedil pesmi te skupine, med njimi je morda najbolj znana "Lisica". 
Leta 1976 je iz slikarstva diplomiral na Akademiji za likovno umetnost in oblikovanje v Ljubljani, dve leti pozneje pa je zaključil specialistični študij slikarstva pri Jožetu Ciuhi. V študijskem letu 1994/1995 se je izpopolnjeval v Pragi. V sedemdestih in osemdesetih je deloval kot likovni pedagog v Kočevju, kjer je leta 1985 v sedanji Srednji šoli ustvaril monumentalno stensko sliko Svoboda ni zlo/boda. Od leta 2004 deluje v Posočju.  
Med njegove dosežke sodi preko 30 samostojnih in prav toliko skupinskih razstav, ilustracije in grafična oprema knjig, pa tudi idejne povezave med glasbo in sliko, ki jih je začrtal v nekaterih projektih (Naslikana glasba). 